# Аполония, Тьягу
Тьягу Андре Барата Фею Пейшоту Аполония (порт. Tiago André Barata Feio Peixoto Apolónia, р. 28 июля 1986) — португальский игрок в настольный теннис, чемпион Европы и Европейских игр в командном разряде.

## Биография
Родился в 1986 году в Лиссабоне. В 2008 году стал бронзовым призёром чемпионата Европы, но на Олимпийских играх в Пекине был лишь 49-м. 
В 2010 году одержал пока единственную в своей карьере победу в одиночном разряде на этапе ITTF World Tour в Австрии.
В 2011 году вновь стал бронзовым призёром чемпионата Европы. В 2012 году принял участие в Олимпийских играх в Лондоне, где занял 5-е место в командном разряде. В 2014 году стал чемпионом Европы, и был произведён в командоры Ордена Инфанта дона Энрики. В 2015 году стал чемпионом Европейских игр в составе португальской команды.